# Laurence Sterne
Laurence Sterne (Clonmel, 24 de noviembre de 1713-Londres, 18 de marzo de 1768) fue un escritor y humorista anglo-irlandés.

## Biografía
Nació el 24 de noviembre de 1713 en Clonmel (Tipperary), en el sur de Irlanda; su padre era un militar inglés destinado en ese país. Estudió en Cambridge. Fue ordenado sacerdote de la Iglesia de Inglaterra en 1738. En 1741 se casó con Elizabeth Lumley, con la que tuvo una hija, Lydia. En 1760 se le otorgó el vicariato de Coxwold (Yorkshire), donde llamó la atención por sus excéntricos sermones. A fines de 1760 se radicó en Londres, donde llevó una vida disoluta pese a encontrarse ya afectado por una tuberculosis. Por razones de salud, de 1762 a 1764, vivió en Toulouse (Francia) con su mujer, enferma mental, y su hija.
Empezó a escribir tarde, a los 46 años. En 1765 emprendió el prolongado viaje por Francia e Italia que dio lugar a su Viaje sentimental por Francia e Italia, obra planteada originalmente en cuatro partes de las cuales Sterne sólo pudo completar dos, en las cuales evoca con reflexiones llenas de fantasía, humor y melancolía su viaje por Calais, Ruan, París y las cercanías de Lyon.
En 1767 da a conocer sus Cartas a Eliza, correspondencia dirigida a su amante Eliza Draper. Admiró a Cervantes, Rabelais y Jonathan Swift. Es sin duda uno de los escritores más innovadores e influyentes de la literatura. Nietzsche dice de Sterne que es «el escritor más libre de todos los tiempos», y «el gran maestro del equívoco... éste es su propósito, tener y no tener razón a la vez, mezclar la profundidad y la bufonería... Hay que rendirse a su fantasía benévola, siempre benévola». Sterne anticipa muchos de los recursos narrativos de las vanguardias literarias de fines del siglo XIX e inicios del XX, en gran medida lo suyo es una suerte de monólogo interior que preanuncia el de Joyce.
Murió de tuberculosis el 18 de marzo de 1768 en Londres.
En 2005, el director inglés Michael Winterbottom, realizó Tristram Shandy: A Cock and Bull Story (según el diccionario Cambridge, una historia evidentemente falsa, sobre todo si se emplea como excusa), película basada en la novela La vida y opiniones del caballero Tristram Shandy, producción del Reino Unido que contaba con el inglés Steve Coogan en el papel de Tristram Shandy.[cita requerida]

## Obras
- La vida y opiniones del caballero Tristram Shandy , publicada por entregas a partir del 1 de enero de 1760 hasta 1767: una sátira, llena de humor y personajes inolvidables
- Sermones de Mr Yorick (1760–1769)
- Cartas a Eliza (1767)
- Viaje sentimental por Francia e Italia (1765–1768)
- Correspondencia (edición póstuma en 1775).

### Traducciones al español

#### Viaje sentimental
- Viaje sentimental por Francia e Italia. Traducción de Alfonso Reyes Ochoa. Calpe, Madrid, 1919.
- Viaje sentimental por Francia e Italia: historia de un capote bueno y de abrigo. Traducción de Jesús del Campo. Oviedo, KRK, 1997. ISBN 84-89613-41-9.

#### Tristram Shandy
- La vida y las opiniones del caballero Tristram Shandy; Los sermones de Mr. Yorick. Traducción de Javier Marías. Madrid, Alfaguara, 1978 (Premio de Traducción Fray Luis de León en 1979).
- Vida y opiniones de Tristram Shandy, caballero. Traducción de Ana María Aznar. Barcelona, Planeta, 1984. ISBN 84-320-3902-0.
- Vida y opiniones del caballero Tristram Shandy. Traducción de José Antonio López de Letona. Madrid, Cátedra, 1985. ISBN 84-376-0503-2.

#### Otros
- Diario para Eliza, novela política y fragmento rabelesiano, 2002. ISBN 84-95142-19-8.